# Louis Bastien
Louis Bastien (ur. 26 października 1881 w Paryżu  – zm. 13 sierpnia 1963 w Châteauroux) – francuski kolarz torowy i szermierz, mistrz olimpijski oraz mistrz świata.

## Kariera
Największe sukcesy w karierze Louis Bastien osiągał w 1900 roku, kiedy zdobył dwa medale na międzynarodowych imprezach. Najpierw wystąpił na mistrzostwach świata w Paryżu, gdzie zdobył złoty medal w wyścigu ze startu zatrzymanego zawodowców. W zawodach tych bezpośrednio wyprzedził Norwega Wilhelma Henie oraz Brytyjczyka Lloyda Hildebranda. Miesiąc później Bastien wystartował na igrzyskach olimpijskich w Paryżu, gdzie w wyścigu na 25 km zdobył złoty medal, wyprzedzając Lloyda Hildebranda oraz kolejnego Francuza Auguste’a Daumaina. Na igrzyskach w stolicy Francji wziął także udział w zawodach szermierskich, jednak rywalizację w szpadzie zakończył na odległej pozycji.